# After - Anime perdute
After - Anime perdute (After We Fell) è un romanzo del 2017 di Anna Todd della serie After; è la seconda parte in cui alcuni editori hanno suddiviso il romanzo originale (la prima era After - Come mondi lontani). Dal romanzo è stato tratto il film After 3.

## Trama
Il romanzo riprende dalla conclusione del precedente. Tessa si sta ambientando nella sua nuova città, Seattle, dove inizia una vita senza Hardin. Durante questa nuova opportunità che si è data per dimenticare il suo passato, suo padre e Hardin si riavvicinano.

## Edizioni
- After - Anime perdute, traduzione di Ilaria Katerinov, Milano, Sperling & Kupfer, 2017, ISBN 9788868363864, OCLC 1359878910.
- (PT) After - depois da esperança, traduzione di Alexandre Boide e  Carolina Caires Coelho, Paralela, 2015, ISBN 8584390065.
- (FR) After - Tome 04, traduzione di Alexandre Boide e  Carolina Caires Coelho, Parigi, Hugo Roman, 2022, ISBN 978-2755697926.